# Hermann Troeltsch
Hermann Troeltsch (* 20. August 1886 in Kempten; † 2. März 1943 ebenda) war ein deutscher Maler und Zeichner.

## Leben
Hermann Troeltsch wurde 1886 in Kempten geboren. Er war verwandt mit der Allgäuer Patrizierfamilie von Jenisch und wuchs in großbürgerlichen Verhältnissen auf. Sein Vater, Heinrich Troeltsch, leitete die Kemptener Filiale der Bayerischen Notenbank. Seine Mutter, Josephine (geb. Sandholz), war Tochter eines Kemptener Fabrikanten. Bereits in seiner Kindheit und Jugend fertigte Hermann zahlreiche Skizzen an und zeigte eine außerordentliche künstlerische Begabung.
Auf Drängen des Vaters begann er 1905 nach seinem Gymnasialabschluss in Kempten aber vorerst ein Architekturstudium an der Technischen Hochschule Dresden. Hermann überzeugte, auch durch die Fürsprache seiner Mutter, seinen Vater davon, dass er Malerei studieren durfte. Er brach das Studium in Dresden ab und wechselte an die Akademie der Bildenden Künste München.
Im Ersten Weltkrieg war Troeltsch als Soldat dreieinhalb Jahre an der Westfront in Frankreich stationiert. Im Dezember 1918 kehrte er zurück und setzte seine Studien fort, indem er Tirol, Italien, Korsika und Griechenland bereiste und sich an verschiedenen Orten im Süden als freischaffender Maler niederließ. Häufig wurde er auf diesen Lebensstationen von seiner Mutter begleitet, die ihn stets bei seiner Arbeit beriet und unterstützte. Ein Jahr – von 1926 bis 1927 – verbrachte er sogar in Argentinien, wo er seinen Freund Anton Weiß besuchte. Sein Atelier hatte Hermann Troeltsch in München. Der Maler gehörte dem Reichsverband bildender Künstler Deutschlands und der Münchner Künstlergenossenschaft an.
Die letzten sieben Jahre seines Lebens war Troeltsch nahezu blind und musste das Malen aufgeben. Wahrscheinlich hatten sowohl eine Nierenerkrankung in Frankreich als auch der ständige Umgang mit ätzenden Substanzen beim Herstellen von Radierungen zu seiner Erblindung beigetragen. 1943 verstarb Hermann Troeltsch im Alter von 56 Jahren in seiner Heimatstadt Kempten.

## Werk
Hermann Troeltsch schuf ein umfangreiches Werk, wobei er sich einer Vielzahl von künstlerischen Techniken bediente. Er zeichnete, malte Ölbilder und Aquarelle, beschäftigte sich aber auch intensiv mit Radierungen. Troeltsch widmete sich vielfach Porträts, machte aber auch Menschen bei der Arbeit und in alltäglichen Situationen sowie zahlreiche Landschaften zu seinem Bildgegenstand. Troeltschs Werk lässt sich schwer einer der Strömungen der Klassischen Moderne zuordnen, da es mal expressionistisch, dann wieder impressionistisch oder gar jugendstilhaft wirkt. Seine Ölbilder sind von einer monumentalen Formsprache und linearer Klarheit geprägt. Die Studien im Süden brachten darüber hinaus eine kräftige Farbigkeit in seine Malerei. Seine Zeichnungen hingegen zeigen überwiegend zarte Naturromantik.

## Ausstellungen
Troeltsch trat trotz des großen Umfangs seines Werkes recht wenig an die Öffentlichkeit. Er beteiligte sich nur an vier Ausstellungen mit einigen seiner Ölbilder und Aquarelle: an der Glaspalastausstellung in München 1928/29, der Münchner Kunstausstellung im Deutschen Museum 1932, der Glaspalastausstellung 1934 und der Großen Münchner Kunstausstellung 1936.
Ein Großteil der in der Graphischen Anstalt gelagerten Kunstwerke wurde durch einen Bombenangriff vernichtet. Im Jahr 1948 fand eine „Ausstellung von Werken Allgäuer Maler des 19. Jahrhunderts“ im Allgäuer Heimatmuseum statt. Diese Gedächtnisausstellung zum Werk des Kemptener Malers zeigte neben wenigen Gemälden und Zeichnungen Adolf Hengelers und Georg Sauters fünfzig Zeichnungen, Aquarelle und Ölgemälde Hermann Troeltschs.
Heute befinden sich in den Beständen der Museen der Stadt Kempten Arbeiten des Künstlers, darunter Ölgemälde, Aquarelle, Radierungen sowie Bleistift-, Tusche- und Rötelzeichnungen.
| Personendaten    | Personendaten                |
| ---------------- | ---------------------------- |
| NAME             | Troeltsch, Hermann           |
| KURZBESCHREIBUNG | deutscher Maler und Zeichner |
| GEBURTSDATUM     | 20. August 1886              |
| GEBURTSORT       | Kempten                      |
| STERBEDATUM      | 2. März 1943                 |
| STERBEORT        | Kempten                      |